# ユリエ・ヴォルフトルン
ユリエ・ヴォルフトルン（Julie Wolfthorn、出生時の名前: Julie Wolf、姓は Wolff とも、1864年1月8日 - 1944年12月29日）はドイツのユダヤ人画家、イラストレーター、ホロコースト犠牲者である。

## 略歴
現在のポーランド中部のトルン（当時、プロイセン王国）の中流のユダヤ人家庭に生まれた。兄に彫刻家になったゲオルク・ヴォルフ(Georg Wolf: 1858-1930)がいる。6歳の時までに両親を失い、親戚に育てられた。1890年からベルリンで絵とグラフィック・デザインを学んだ。1892年からパリに移り、私立学校のアカデミー・コラロッシに入学し、ギュスターヴ＝クロード＝エティエンヌ・クルトワやエドモン＝フランソワ・アマン＝ジャンに学んだ。1893年にベルリンに戻り、1895年からクルト・ヘルマンが経営する女性のための絵画学校で修行を続けた。1897年にはパウラ・モーダーゾーン＝ベッカーらが活動するヴォルプスヴェーデの芸術家村で夏を過ごしたがが、その雰囲気になじめなかった。
1898年にベルリン分離派が創立されると、創立会員となった4人の女性画家の一人となり、ベルリン分離派の展覧会に1913年まで出展した。ベルリン女性芸術家協会(Verein der Berliner Künstlerinnen)の会員となり、この頃、ドイツのアール・ヌーボー(ユーゲント・シュティール)の雑誌「ユーゲント」の挿絵や表紙絵を描くようになった。
1904年に美術評論家のルドルフ・クライン＝ディーポルト(Rudolf Klein-Diepold: 1871–1925)と結婚した。1905年にプロイセン美術アカデミーに女性の入学を認めることを求める請願に署名した200人の女性アーティストの一人になったが、アカデミーの校長、アントン・フォン・ヴェルナーはこれを拒否した。1906年にドイツ芸術家協会の会員に選ばれた。1906年にケーテ・コルヴィッツと「女性視覚芸術協会(Verbindung Bildender Künstlerinnen)」の展覧会を開き、1912年にはコルヴィッツの推薦で分離派展の審査員、理事を務めた。1927年にヘンニ・レーマン(Henni Lehmann: 1862-1937)らの女性アーティストのグループ、「ヒデンゼー女性芸術家協会(Hiddensoer Künstlerinnenbund)」のメンバーとなった。
1933年に、ナチスが権力を持つようになると、「ヒデンゼー女性芸術家協会」は解散した。同じ年、ユダヤ人であることから分離派の理事から追放された。ヴォルフトルンはベルリンに留まり、「ユダヤ系ドイツ人文化協会(Kulturbund Deutscher Juden)」の活動にも参加した。協会は1941年に非合法とされ、職員は逮捕された。1942年に78歳になっていたヴォルフトルンは妹とともに、現在のチェコのテレジーンに作られたユダヤ人ゲットー(テレージエンシュタット収容所)に収容され、2年間の収容生活の後死去した。収容所でも絵を描き続けたとされる。

## 作品

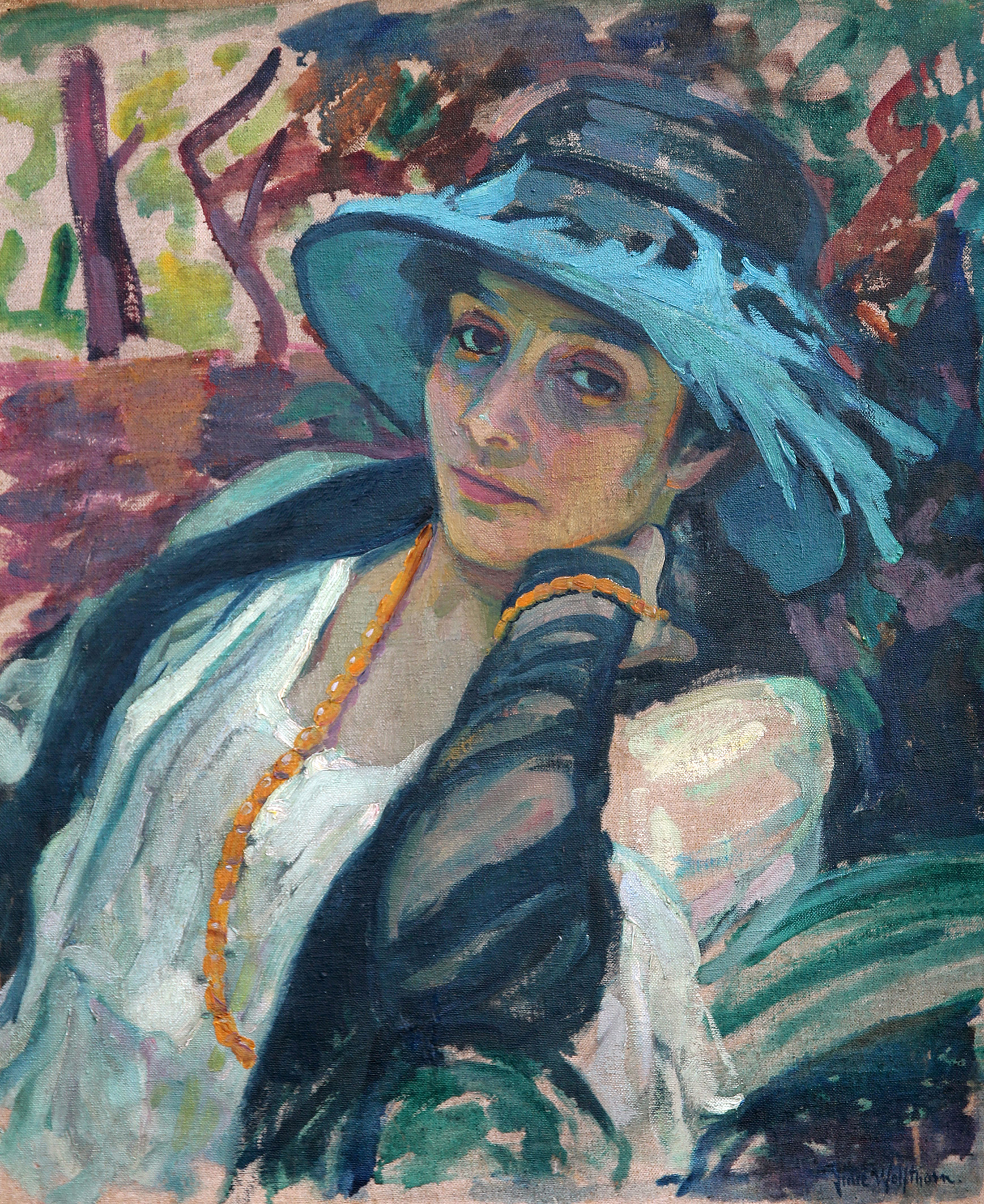
青い帽子の女性
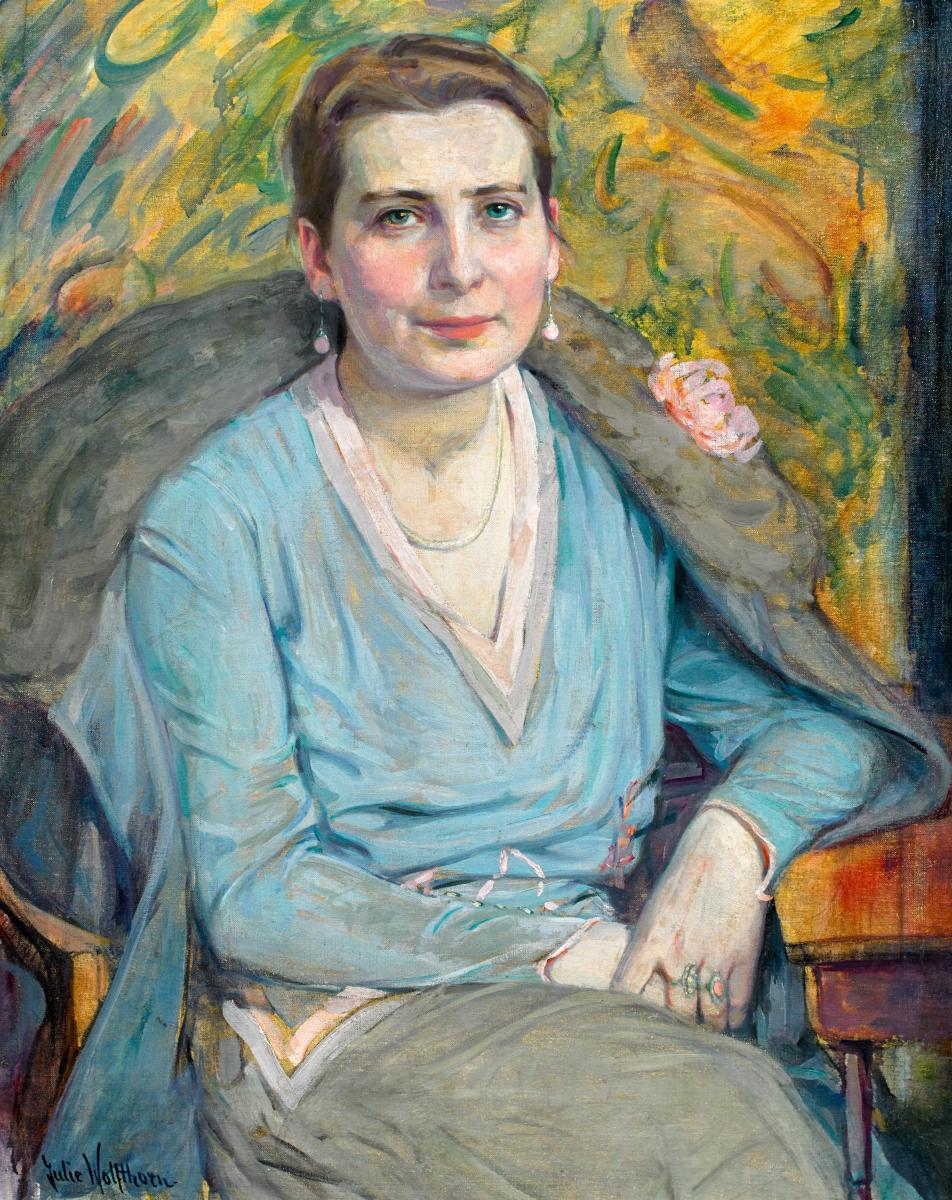
Marta Baedeker-出版社主
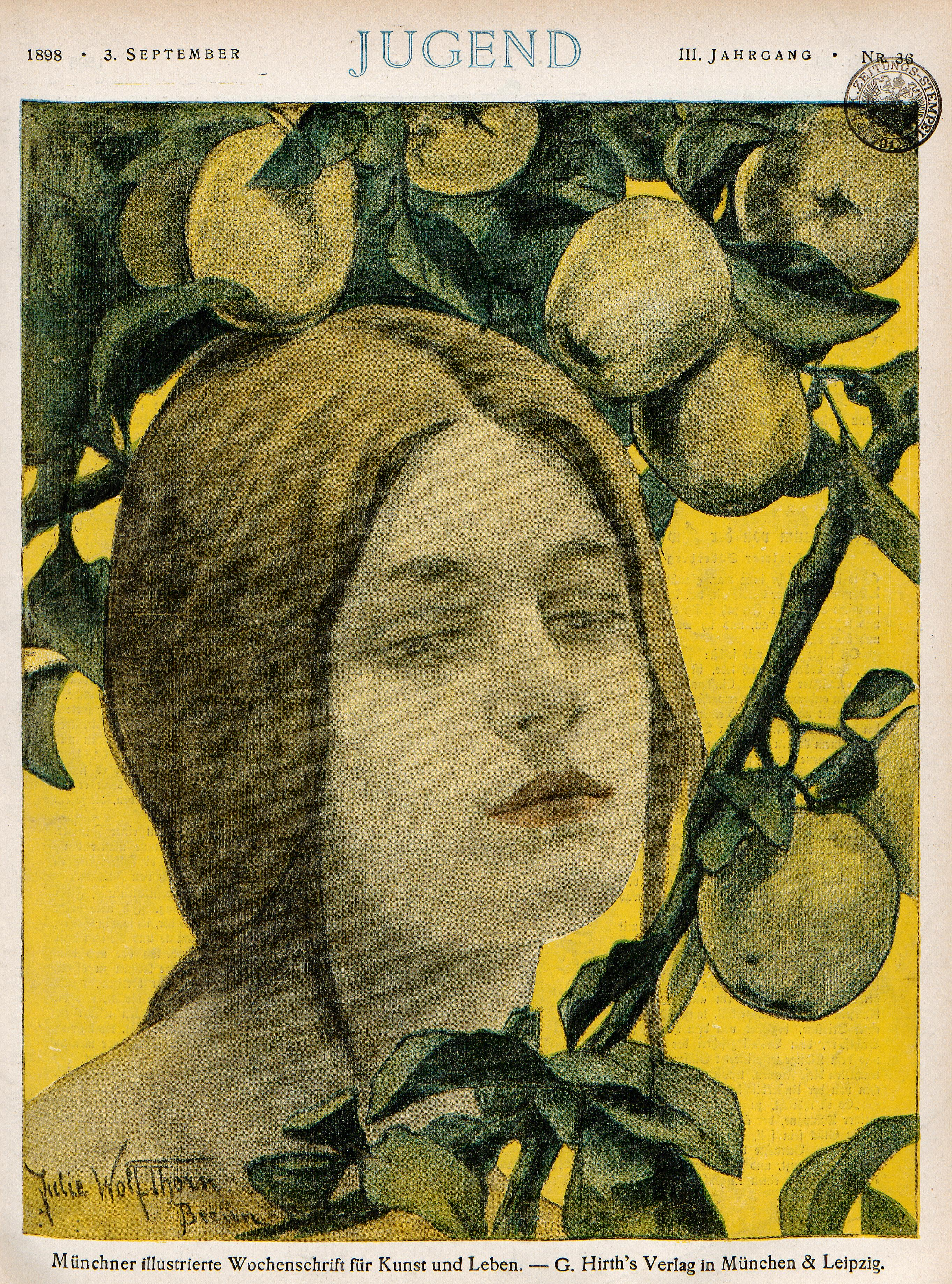
雑誌「ユーゲント」表紙絵
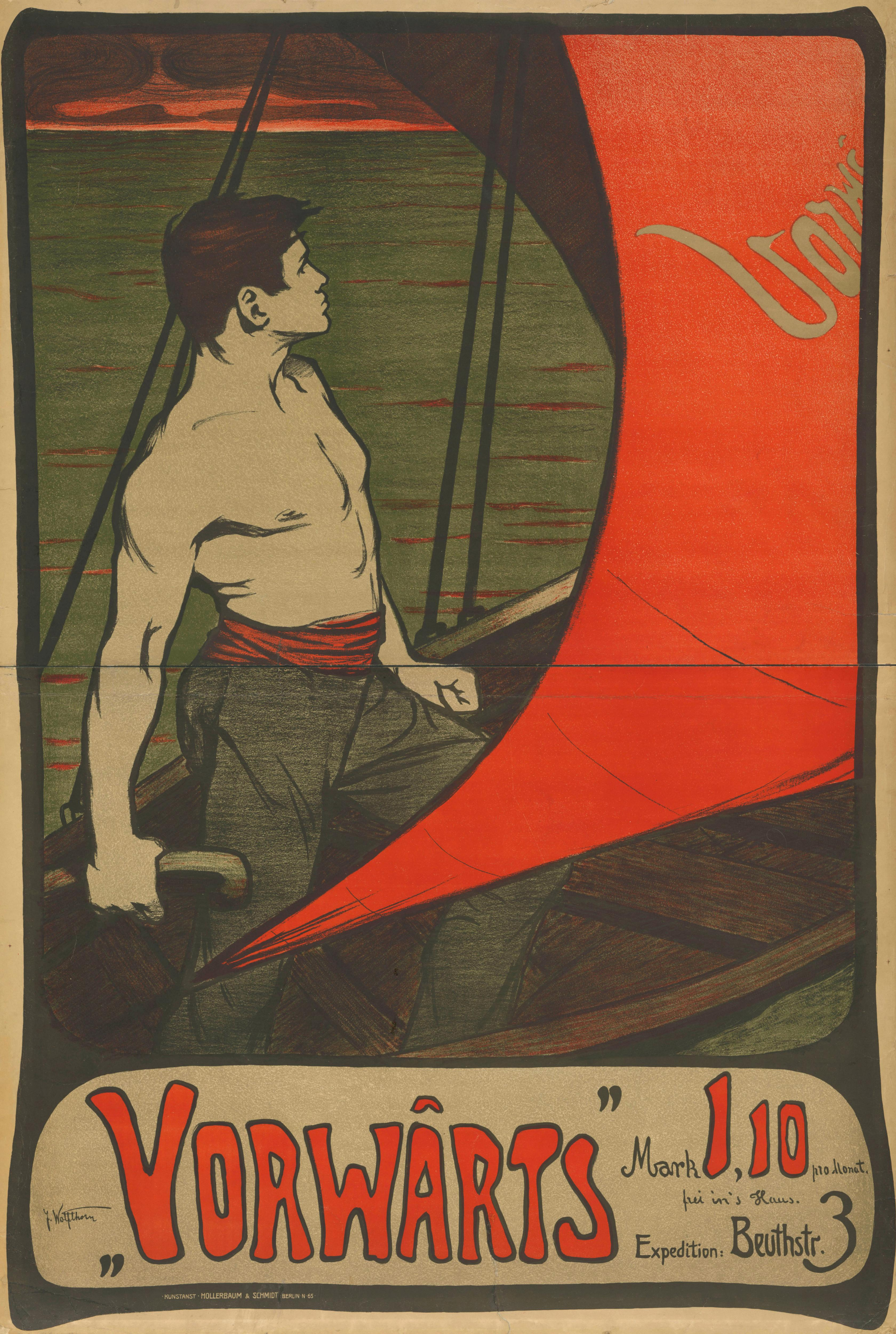
新聞「VORWÄRTS」のポスター